# Jurij Vasil'evič Jakovlev
Jurij Vasil'evič Jakovlev (in russo Ю́рий Васи́льевич Я́ковлев?; Mosca, 25 aprile 1928 – Mosca, 30 novembre 2013) è stato un attore sovietico, dal 1991 russo.

## Biografia
Tra i numerosi premi ricevuti, è stato insignito del titolo di Artista del popolo dell'Unione Sovietica nel 1976, dopo la partecipazione al celebre film di Ėl'dar Rjazanov Equivoci di una notte di capodanno.

## Filmografia parziale
- Neobyknovennoe leto (Необыкновенное лето), regia di Vladimir Basov (1957)
- Idiot (Идиот), regia di Ivan Pyr'ev (1958)
- Čelovek niotkuda (Человек ниоткуда), regia di Ėl'dar Rjazanov (1961)
- Gusarskaja ballada (Гусарская баллада), regia di El'dar Rjazanov (1962)
- Lёgkaja žizn' (Лёгкая жизнь), regia di Veniamin Dorman (1964)
- Druz'ja i gody (Друзья и годы), regia di Viktor Sokolov (1965)
- Vystrel (Выстрел), regia di Naum Michajlovič Trachtenberg (1966)
- Devočka na šare (Девочка на шаре), regia di Gleb Komarovskij e Levan Šengelija (1966)
- Anna Karenina (Анна Каренина), regia di Aleksandr Zarchi (1967)
- Krach (Крах), regia di Vladimir Čebotarёv (1968)
- Portret Doriana Greja (Портрет Дориана Грея), regia di Viktor Turbin (1968)
- Korol'-olen' (Король-олень), regia di Pavel Arsenov (1969)
- Ivan Vasil'evič menjaet professiju (Иван Васильевич меняет профессию), regia di Leonid Gajdaj, (1973)
- Ljubov' zemnaja (Любовь земная), regia di Evgenij Matveev (1974)
- Equivoci di una notte di capodanno (Ирония судьбы, или С лёгким паром!), regia di Ėl'dar Rjazanov, (1975)
- Sud'ba (Судьба), regia di Evgenij Matveev (1977)
- Ideal'nyj muž (Идеальный муж), regia di Viktor Georgiev (1980)
- Karnaval (Карнавал), regia di Tat'jana Lioznova (1981)
- Levša (Левша), regia di Sergej Ovčarov (1986)
- Kin-dza-dza! (Кин-дза-дза́!), regia di Georgij Danelija, (1986)
- Lovuška dlja odinokogo mužčiny (Ловушка для одинокого мужчины), regia di Aleksej Korenev (1990)